# Дамитов, Кадыржан Кабдошевич
Дамитов Кадыржан Кабдошевич — политический деятель Республики Казахстан, экономист.

## Биография
Родился 16 декабря 1959 года в городе Усть-Каменогорск (Республика Казахстан).

### Образование
В 1982 году окончил с отличием Алма-Атинский институт народного хозяйства (АИНХ), получив специальность «инженер-экономист».
В 1984 году окончил аспирантуру в Московском финансовом институте, защитил диссертацию и получил степень кандидата экономических наук (1988).

### Государственные награды
Награждён медалью «Ерен Еңбегі үшін» в 2001 году.
Награждён орденом Парасат в 2011 году.

### Трудовая деятельность
В 1984—1988 году — преподаватель, аспирант Московского финансового института.
В 1988—1991 году занимался научной и преподавательской деятельностью в системе АИНХ и Академии наук Казахстана, научный сотрудник Института экономики Академии Наук Казахстана.
В период с 1991 по 1994 год работал главным экономистом, заведующим сектором, заместителем начальника Управления, а затем первым заместителем Председателя Правления АБ «Alem Bank Kazakhstan».
1994 г. — заместитель Председателя Национального Банка Республики Казахстан.
1997 г. — Вице-министр экономики и торговли Республики Казахстан.
С октября 1997 года по февраль 1998 года занимал должность Советника Премьер-министра Республики Казахстан.
С февраля 1998 года по октябрь 1999 года был Председателем Национального Банка Республики Казахстан.
С октября 1999 года по май 2000 года работал Советником Президента Республики Казахстан.
С мая 2000 года по март 2004 года занимал должность заместителя Председателя Правления ЗАО «ДАБ „ABN AMRO Банк Казахстан“».
С марта 2004 года занимал должности члена Совета директоров и советника Президента АО «Усть-Каменогорский титано-магниевый комбинат».
2005—2007, с 2010 по настоящее время — член Совета директоров (независимый директор) АО «Народный сберегательный банк Казахстана».
2006—2007 — член Совета Директоров (независимый директор) АО «Фонд Устойчивого развития „Казына“».
С сентября-октября 2007 года по февраль 2009 года — Председатель Правления АО Национальная компания «Социально-предпринимательская корпорация „Ертіс“».
С февраля 2009 года по май 2009 года работал Советником Председателя Правления АО «Альянс Банк».
С 25 мая 2009 года по 30 июня 2013 года являлся Президентом АО «Казахстанская фондовая биржа».
С 5 августа 2013 года по 25 февраля 2014 года являлся Президентом АО «БТА Банк».
С 26 февраля 2014 года является членом совета директоров АО «БТА банк» — представителем АО «ФНБ „Самрук-Казына“».

## Награды
- Орден Парасат (2011)[2]
- Медали